# 구영록
구영록(具永祿, 1934년 7월 8일~2009년 9월 18일)은 대한민국의 정치학자이다. 서울대학교 정치학 교수 및 국제정치학 회장을 역임했다.

## 주요 경력
- 1958~1959: Social Research Council Fellow, Vanderbilt University
- 1962~1966: Lecturer, Eastern Michigan University
- 1966~1967: Assistant Professor, Eastern Michigan University
- 1968~1972: 서울대학교 문리과대학 정치학과 조교수
- 1968~1970: 외무부 외교안보연구원 비상임연구위원
- 1972~1978: 서울대학교 사회과학대학 정치학과 부교수
- 1975. 1.~12.: 한국국제정치학회장
- 1978~1999: 서울대학교 사회과학대학 정치학과 교수
- 1979~1983: 서울대학교 미국학연구소장
- 1984~1985: Fellow, Woodrow Wilson International Center for Scholars
- 1987~1989: 자문위원, Woodrow Wilson International Center for Scholars
- 1993~1995: 통일원 정책평가위원
- 1993~1999: 세종연구소 자문위원
- 1994~1999: 자문위원, Center for Asia Pacific Policy, RAND Corporation
- 1995~2001: 대한민국 학술원 회원

## 연구업적
- 박사학위 논문: “Politics of Dissent in U.S. Foreign Policy: A Political Analysis of the Movement for the Bricker Amendment

## 주요 저서 및 공·편저
- 「아, 중동지역 연구보고서」, 외무부 외교연구원, 1970.
- 칼 W. 도이취, 「국제정치의 분석」, 법문사, 1972, 1973, 1974, 1978(역서)
- 「신정치학개론」, 서울대학교 출판부, 1975.(공저)
- 「현대각국정치론」, 법문사, 1975.(공저)
- 「인간과 전쟁: 국제정치이론의 체계」, 법문사, 1977/1996(10쇄).
- Politics of Dissent in U.S. Foreign Policy(Seoul: Seoul National University Press, 1978).
- 「국제정치개론」, 법문사, 1978, 1980.
- 「현대정치학의 대상과 방법」, 법문사, 1981.(공저)
- 「한미관계: 1882 - 1982」, 서울대학교 미국학연구소, 1982.(공저)
- 「한국과 미국: 과거, 현재, 미래」, 박영사, 1983.(편저)
- Youngnok Koo et. all. Korea and America: The First Hundred Years and Beyond(Seoul: American Studies Institute, Seoul National University, 1983).
- 「미국과 동북아」, 서울대학교 출판부, 1984. (공저)
- 「미국의 사회과학: 회고와 전망」, 박영사, 1984. (편저)
- 「미국의 사회과학」, 박영사, 1984.(편저)
- Youngnok Koo and Sung-joo Han(eds.), The Foreign Policy of the Republic of Korea(New York: Columbia University Press, 1985).
- Security Interests in the Pacific Rim(Stanford: Hoover Institution Press, 1985).(공저)
- 「남북한 정치통합과 국제관계」, 경남대 극동문제연구소, 1986.(편저)
- 「정치학개론」, 박영사, 1986.(공저)
- 「국가흥망론」, 어문각, 1988.(편저)
- 「남북한의 평화구조」, 법문사, 1990.(공저)
- 「한국의 국가이익: 외교정치의 현실과 이상」, 법문사, 1995.
- 「한국과 국제정치환경」, 서울대학교 출판부, 1999.

## 주요 논문
- “The American Senate and Ratification of the U.N. Charter,” 「인문사회과학」, 15, 1969.
- “공산주의에 있어서 평화개념의 부정적 전개과정에 관한 연구,” 「한국정치학회보」, 3. 1969.
- “대미외교의 강화책,” 「외교」, 1969년 10월.
- “Two Patterns of Working 'Bureaucracy': Supranationalism v. Intergovernmentalism,” 「외교」, 1970년 6월.
- “Collective Security Re-examined,” The Political Science Review, December, 1970.
- “China's Representation Issue and Its Impact on Korea's Foreign Policy,” Research Monograph, Ministry of Foreign Affairs, Republic of Korea, 1970.
- “New Demensions in Korea's Security Policy,” A Paper Presented at the Consultatioin Meeting of the Council of Churches, of Korea and the U.S.A., December, 1970.
- Translation version in Koreans is reprinted in the DaeHwa(Dialogue), December 1970.
- “미국의 통한정책: 미국의 극동정책에 반영된 한국안보문제와 통한이론에 대한 분석, 1945-1954," 문교부 연구보고서, 1971.
- “미국의 국제연맹규약투쟁과 브릿커개헌투쟁의 비교연구소,” 「삼공 민병태박사화갑기념논총」, 서울대학교 출판부, 1973.
- “Multipolarity,” National Security Research Annual, 1973.
- “American Politics,” Universal Encyclopedia, Vol. 1, 1973.
- “통합이론에 관한 연구: 통합의 유형과 갈등,”「한국정치논총」, 13/14, 1974.
- “On the Forms, Chances and Limits of North-South Transactions,” in Gottfried-Karl Kindermann(ed.), Inter-System Detente in Germany and Korea(München: Tuduv Verlagsgesellschaft, 1975).
- “갈등과 국제정치: 이론의 연구,” 「국제정치논총」, 15, 1975.
- “International Relations and International Politics,” Dictionary of Political Science, 1975.
- “The Conduct of Foreign Affairs,” in Edward Reynolds Wright(ed.), Korean Politics in Transition(Seattle and London: University of Washington Press, 1975).
- “현대전쟁이론에 대한 연구,” 「국방연구」, 1976년 6월.
- “Korea in the Context of America's Future Policy,” in the Proceeding of the Second Tamkang Conference, Taipei, Taiwan, 1976.
- “The Future of Korean Foreign Policy,” Collopuium Paper, 국제문제연구소 연구논문, 1976.
- “갈등이론에서 본 남북한 거래의 한계,” 「최문환박사 화갑기념논문집」, 서울대학교 출판부, 1977.
- “여론과 미국의 대외정책,” 외교안보연구원 연구논집, 1978.
- “Future Perspectives on South Korea's Foreign Relations,” Asian Survey, November 1980.
- “한미관계의 향방,” 「미국학」, 1981.
- “Prospects for Broadening U.S-Korean Cooperation,” in Robert L. Downen(ed.), Northeast Asia in the 1980s(Washington, D.C: Center for Strategic & International Studies, Georgetown University, 1983).
- “Reflections on the Future of Korean-American Relations,” The Korean Journal of International Studies, 14-1, 1983.
- “The First Hunderd Years and Beyond,” in Youngnok Koo and Dae-sook Suh(eds.),Korea and the United States: A Century of Cooperation(Honolulu: University of Hawaii Press, 1984).
- “미국 사회과학의 장래,” 「미국의 사회과학」, 박영사, 1984.
- “East Asian Lobbies in Washington: Comparative Strategies,” Occasional Paper 21, Asia Program, The Woodrow Wilson International Center for Scholars, Washington, D.C.,1985.
- “Foreign Policy Decision-Making,” In Youngnok Koo and Sung-joo Han(eds.), The Foreign Policy of the Republic of Korea(New York: Columbia University Press, 1985).
- “동남아시아 국가의 대미로비전략 비교,” 「국제정치학론」, 26-1, 1986.
- “한국과 국제이익 우선의 문제점,” 「한국과 국제정치」, 3-1, 1987.
- “한국과 국가이익의 과제,” 「한국정치연구」, 창간호, 1987.
- “동아시아와 국제환경,” 일본국제관계연구소, 1988.
- “미국의 국력과 한국의 미래,” 「국가흥망론」, 어문각, 1988.
- “90년대 국제정세와 전망,” 외교안보연구원 연구논문, 1989.
- “일본, 한국, 대만의 워싱턴 로비,” 「조순승박사 화갑기념논집」, 박영사, 1989.
- “민주화와 국제관계: 대외정책 결정과정을 중심으로,” 「한국정치연구」, 2, 서울대학교 한국정치연구소, 1990.
- “Korea's Global Economic Interests,” Shanhai Academy of Social Sciences, 1990.
- “Korea's Regional Interests in Northeast Asia,” Institute of World Economy and International Relations, Moscow, Russia, 1990.
- “새로운 국제환경에 관한 소고,” 「정치학의 전통과 한국정치: 인산 김영국박사 화갑기념논집」, 박영사, 1990.
- “한반도의 평화와 동아세아 국제환경,” 「남북한의 평화구조」, 법문사, 1990.
- “민주화와 국제관계: 북방외교와 동북아,” 「한국정치연구」, 3, 서울대학교 한국정치연구소, 1991.
- “Korea's Global Economic Interests: With Reference to Northeast Asia,” The Korea Journal of International Studies, 22-3, 1991.
- “한국과 동북아 협동체제와 관한 소고,” 「한국의 자본주의와 민주주의: 한배호박사 화갑기념논집」, 법문사, 1991.
- “국가이익과 한국의 외교정책,” 「한국정치논총」, 31, 1992.
- “Korea and Northest Asian Regionalism,” The Far Eastern Branch of the Russian Academy of Science(Vladivostok: The Quest House, 1992).
- “신세계질서 속의 동북아,” 국민대학교 사회과학연구소와 동북아문화연구소 공동주최 국제학술회의 기조논문, 1992.
- “From the Inside Out: Domestic Politics and International Trade in the Asia-Pacific Region-Korea,” The Mansfield Center for Public Affairs and the Washington Council on International Trade, Port Ludlow. 1992.
- “한국의 국가이익과 통일정책,” 「통일문제연구」, 5-2, 1993.
- “Northeast Asia in the New World Order,” International Symposium on "Political Economy of Development and Cooperation in Northeast Asian Rim", Jilin University, China, 1993.
- “국제화와 국제이익,” 「국제화와 국제경쟁력」, 세종연구소, 1994.
- “대외정치의 핵심개념으로서의 국가이익,” 「한국과 국제정치」, 10-1, 1994.
- “한국의 국가이익과 경제정책,” 「국제정치논총」, 34-1, 1994.
- “한국의 안보전략,” 「국가전략」, 세종연구소, 1995.
- “세계화와 국가이익,” 「세계화 시대의 국가발전 전략」, 세종연구소, 1995.
- “동북아 다자안보협력에 관한 소고,” 외교안보연구원-일본국제문제연구소 공동주최 학술회의, 1995.
- “탈국가중심주의와 평화체제,” 「국가전략」, 세종연구소, 1997.
- “국가중심주의와 평화체제,” 「국제정치논총」, 한국국제정치학회, 1997.